# 束姓
束姓，是中文姓氏之一，在《百家姓》中排第255位。在现代它是极罕见的姓氏。

## 起源
束姓出现得很晚，据《晋书·束皙传》载，为汉朝宣帝时期太傅疎广之后。王莽统治末期，疎广曾孙疎孟达为避祸从东海郡兰陵县（今山东省枣庄市东南）逃难至沙鹿山（今河北省大名县），为隐藏身份，去“疎”字左边的疋旁，改为束姓。

## 郡望
- 南阳郡：战国时期秦国置此郡，郡治在宛县（今河南南阳一带）。

## 延伸阅读
[在维基数据编辑]
 《百家姓》
 《欽定古今圖書集成·明倫彙編·氏族典·束姓部》，出自陈梦雷《古今圖書集成》